# Ліщина Іван Юрійович
Ліщина Іван Юрійович (нар. 29 грудня 1977, Харків, УРСР) — юрист, адвокат, політичний діяч. Заступник Міністра юстиції України — Уповноважений у справах Європейського суду з прав людини з 24 червня 2016 до 1 вересня 2021 року. Радник Міністра юстиції України з 1 вересня 2021. Керуючий партнер юридичної фірми Lishchyna&Partners.

## Біографія
2000 року з відзнакою закінчив юридичний факультет Юридичної академії України ім. Ярослава Мудрого за спеціальністю «Правознавство». Має освітньо-кваліфікаційний рівень спеціаліста права та із 2016-го — магістр права Лондонського університету імені королеви Марії (Британія).
З липня 2000 по грудень 2001 року працював юридичним експертом в Харківській правозахисній групі, надаючи безоплатну правову допомогу по поданню заяв до Європейського суду з прав людини.
2002 року, після призначення на посаду молодшого юриста (B1) Секретаріату Європейського суду з прав людини (далі — ЄСПЛ), переїхав до Страсбурга. 2005—2008 — юрист (А2) секретаріату. Після повернення в Україну працював у різних юридичних компаніях в Україні.
З вересня 2015 по червень 2016 партнер і керівник практики міжнародного вирішення спорів в ЮФ Trusted Advisors.
24 червня 2016 року призначений на посаду Урядового уповноваженого у справах Європейського суду з прав людини.
4 жовтня 2017 року розпорядженням Кабінету Міністрів України № 693-р призначений заступником Міністра юстиції України — Уповноваженим у справах Європейського суду з прав людини.
1 вересня 2021 року Кабінет міністрів України звільнив Ліщину з посади уповноваженого у справах Європейського суду з прав людини, після чого Міністр юстиції України Денис Малюська призначив його своїм радником.
У вересні 2021 року створив юридичний бутік Lishchyna&Partners, який спеціалізується на міжнародних арбітражнах, транскордонних спорах та Європейському суді з прав людини.

## Сім'я
Одружений.

## Публікації
- Застосування Європейської конвенції з прав людини при розгляді в судах господарських справ / Автори: І. Ліщина, Т. Фулей, Х. Хембах. — К.: Істина, 2011. — 208 с.
- Международные механизмы защиты прав человека / Иван [Юрьевич] Лищина ; Харьков. правозащит. группа. — Харьков: Фолио, 2001. — 110 с., [1] с.. — (Права людини: Информ.-аналит. бюл.; Вып. 16 (57).)
- Непряма експропріація в рішеннях інвестиційних арбітражів та ЄСПЛ. І. Ліщина. Юридична газета. № 46 (492), 17.11.2015.
- Порушення права власності законодавчими актами, прийнятими в рамках соціально-економічної політики держави. Погляд Європейського суду з прав людини) / І. Ліщина // Право України. – 2021. - №1. – С. 214-274
- Втручання у право власності фіскальними заходами. Підходи та практика Європейського суду з прав людини (продовження статті опублікованої в № 5/2020) / І. Ліщина // Право України. – 2020. - №6. – С. 210-233
- Втручання у право власності фіскальними заходами. Підходи та практика Європейського суду з прав людини (продовження статті у наступному номері журналу) / І. Ліщина // Право України. – 2020. - №5. – С. 207-234
- Проблема невиконання судових рішень як порушення права власності у практиці Європейського суду з прав людини. Український аспект. Від Ivanov до Burmych. / І. Ліщина // Право України. – 2020. - №3. – С. 189-215
- Проблема невиконання судових рішень як порушення права власності у практиці Європейського суду з прав людини. Український аспект. Від Hornsby до Ivanov. / І. Ліщина // Право України. – 2020. - №4. – С. 233-255
- Скасування остаточних судових рішень як порушення права власності у практиці Європейського суду з прав людини та сучасний стан проблеми в українському судочинстві / І. Ліщина // Право України. – 2019. - №11. – С. 256-271
- Скасування державою права власності: погляд Європейського суду з прав людини / І. Ліщина // Вісник Національної академії прокуратури України. – 2017. - №3. – С. 5-11